# Helmut Rosenbaum
Helmut Rosenbaum (Döbeln, 11 maggio 1913 – Costanza, 10 maggio 1944) è stato un militare tedesco.
Ufficiale della Marina tedesca imbarcato sui sommergibili, prese parte alla guerra civile spagnola imbarcato sui sommeregibili U-27 e U-26. Comandante di U-boot durante la seconda guerra mondiale, fu insignito della Croce di Cavaliere della Croce di Ferro per aver affondato nel Mediterraneo la portaerei inglese HMS Eagle e citato personalmente due volte nei Wehrmachtbericht. Nel corso della sua carriera di sommergibilista ha affondato nove navi, tre militari e sei civili, per un totale di 57.837 tonnellate.

## Biografia
Nacque a Döbeln, nelle vicinanze di Lipsia, il 6 marzo 1915, ed entrò nella Reichsmarine il 15 agosto 1932, effettuando l'addestramento basico presso il 2° Dipartimento della divisione navi scuola del Mare Baltico a Stralsund tra il 15 agosto e il 7 ottobre dello stesso anno. Il 14 ottobre successivo si imbarcò sulla nave scuola Edith rimanendovi fino al 21 dello stesso mese, e venendo promosso Seekadett il 4 novembre successivo. Due giorni dopo si imbarcò sull'incrociatore leggero Köln, venendo promosso Allievo Ufficiale (Fähnrich zur See) il 1 gennaio 1934 e sbarcando dalla neve il giorno successivo per entrare nell'Accademia Militare di Mürwik. Presso l'Accademia seguì alcuni corsi di formazione, frequentandone altri anche presso quella di Kiel-Wilk, che includevano periodi di navigazione sui tender Weser e Nordsee. Il 19 aprile 1935 si imbarcò sull'incrociatore leggero Königsberg, venendo promosso Oberfähnrich zur See il 1 settembre dello stesso anno, e sbarcando dalla nave il 26 dello stesso mese per frequentare, in successione, un corso di artiglieria navale (27 settembre-3 dicembre 1935) e uno di difesa antisommergibile (4 dicembre-14 dicembre 1935). Il 15 dicembre 1935 si imbarcò sull'incrociatore leggero Nürnberg, venendo promosso Leutnant zur See il 1 gennaio 1936, e sbarcando dalla nave l'11 ottobre dello stesso anno. La sua presenza a bordo del Nürnberg si interruppe tra i mesi di febbraio e marzo quando seguì ulteriori corsi presso l'Accademia di Kiel-Wilk.
Tra l'ottobre 1936 e il gennaio 1937 prese parte ad alcuni corsi per l'impiego dei siluri presso la Scuola torpedinieri di Flensburgo, venendo quindi assegnato come Ufficiale di guardia, a partire dal 3 aprile, al sommergibile U-35  allora al comando di Hermann Michahelles,  che aveva da poco sostituito Hans Rudolf Rösing. Tale sommergibile era allora inquadrato nella Saltzwedel Flotilla. Nel febbraio 1939 gli fu assegnato il comando del sommergibile U-2 con cui, dopo lo scoppio della seconda guerra mondiale, eseguì due missioni di pattugliamento operativo.
A partire dal 6 agosto 1940, e fino al 30 settembre dello stesso anno,  seguì la costruzione e il collaudo del nuovo sommergibile U-73, di cui assunse il comando. Dopo una prima, infruttuosa, crociera operativa,  durante la seconda (25 marzo-24 aprile 1941) partì da Lorient per ritornare a Saint-Nazaire quattro settimane dopo avendo affondato cinque navi, di cui tre appartenenti al convoglio SC 26. questo risultato fece sì che il 4 aprile 1942 fosse citato nominalmente sul Wehrmachtbericht, il bollettino d'informazione rilasciato dal Quartier generale della Wehrmacht. 

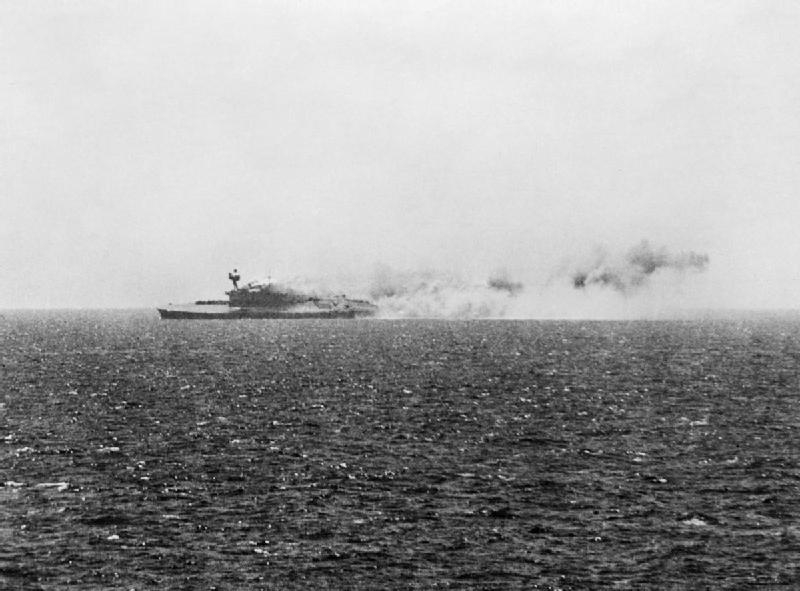
L'affondamento della portaerei HMS Eagle dopo essere stata colpita da quattro siluri lanciati dal sommergibile tedesco U-73.

Al comando dell'U-73 penetrò nel Mediterraneo il 14 gennaio 1942, ma nel mese successivo il sommergibile fui gravemente danneggiato da un attacco aereo, riuscendo comunque a raggiungere la base navale di La Spezia dove effettò le necessarie riparazioni. Il 4 agosto partì per la sua ottava missione di pattugliamento, e il giorno 11,  durante il corso della Battaglia di mezzo agosto, affondò la portaerei britannica HMS Eagle, venendo decorato con la Croce di Cavaliere della Croce di Ferro, e nuovamente citato sul Wehrmachtbericht il 12 agosto.
Il 10 settembre 1942 lasciò il comando dell'unità per assumere, con la qualifica di Admiralstabsoffizier, quello della 30. Unterseebootsflottille  una flottiglia sommergibili semi autonoma operante nel Mar Nero ed equipaggiata con sei battelli tipo IIB.
Rimase ucciso in un incidente aereo il 10 maggio 1944 a Costanza, in Romania, venendo promosso postumo al grado di Korvettenkapitän il 3 agosto successivo, con data effettiva retroattiva al 1 maggio.

### Annotazioni
1. ↑  Hermann Michahelles nacque il 11 gennaio 1909, e si arruolò nella Reichsmarine nel corso del 1927, divenendo Seekadett (Guardiamarina) l'11 ottobre dello stesso anno. Tra il 25 luglio 1935 e il 30 settembre 1936 fu comandante del sommergibile U-2, venendo promosso Kapitänleutnant il 1 ottobre 1936. Il 6 dicembre dello stesso anno assunse il comando della 2. Unterseebootsflottille "Saltzwedel" alzando la sua insegna sul nuovo sommergibile U-36 che il giorno successivo fu affidato al comando di Klaus Ewerth, mentre Hans-Rudolf Rösing assunse quello dell'U-35. Quando l'U-35 ritornò dalla prima missione di pattugliamento, in cui aveva toccato le isole Azzorre, egli ne assunse il comando il 3 febbraio 1937. Il 1 giugno successivo salpò da Wilhelmshaven con l'U-35 per una missione di pattugliamento in acque territoriali spagnole durante il corso della guerra civile, toccando i porti di El Ferrol, Tangeri, Cadice e Huelva, per rientrare a Wilhelmshaven il 25 luglio. Morì il 30 dello stesso mese in un incidente stradale avvenuto ad Aystetten, nei pressi di Augusta.

### Fonti
1. 1 2 3 4 5 6 7  Brescia 2000, p. 10.
2. ↑  Rosenbaum's career at Uboat.net
3. ↑  Busch, Röll 2003, p. 137.
4. 1 2 3 4 5 6 7  Busch, Röll 2003, p. 238.
5. ↑  Blair 2010, p. 269.
6. ↑  Blair 2010, p. 650.
7. 1 2  Paterson 2009, p. 99.
8. ↑  Scherzer 2007, p. 639.
9. ↑  Fellgiebel 2000, p. 364.

### Periodici
- Maurizio Brescia, U-boote in Mediterraneo. Parte 1ª, in Storia Militare, n. 84, Parma, Ermanno Albertelli Editore, settembre 2000,  pp. 4-21, ISSN 1122-5289.